# 후루이치촌 (효고현)
후루이치촌(古市村)은 효고현 다키군에 있던 촌이다. 현재의 단바사사야마시 남서부, 후쿠치야마선의 연선에 해당한다.